# Merscheid-lès-Putscheid
Merscheid-lès-Putscheid är en ort i Luxemburg.   Den ligger i distriktet Diekirch, i den norra delen av landet, 40 kilometer norr om huvudstaden Luxemburg. Merscheid-lès-Putscheid ligger 492 meter över havet och antalet invånare är 103.
Terrängen runt Merscheid-lès-Putscheid är huvudsakligen kuperad, men den allra närmaste omgivningen är platt. Merscheid-lès-Putscheid ligger uppe på en höjd.  Närmaste större samhälle är Ettelbruck, 11,9 kilometer söder om Merscheid-lès-Putscheid.
I omgivningarna runt Merscheid-lès-Putscheid växer i huvudsak blandskog. Runt Merscheid-lès-Putscheid är det ganska glesbefolkat, med 35 invånare per kvadratkilometer.